# C. Floyd Haviland

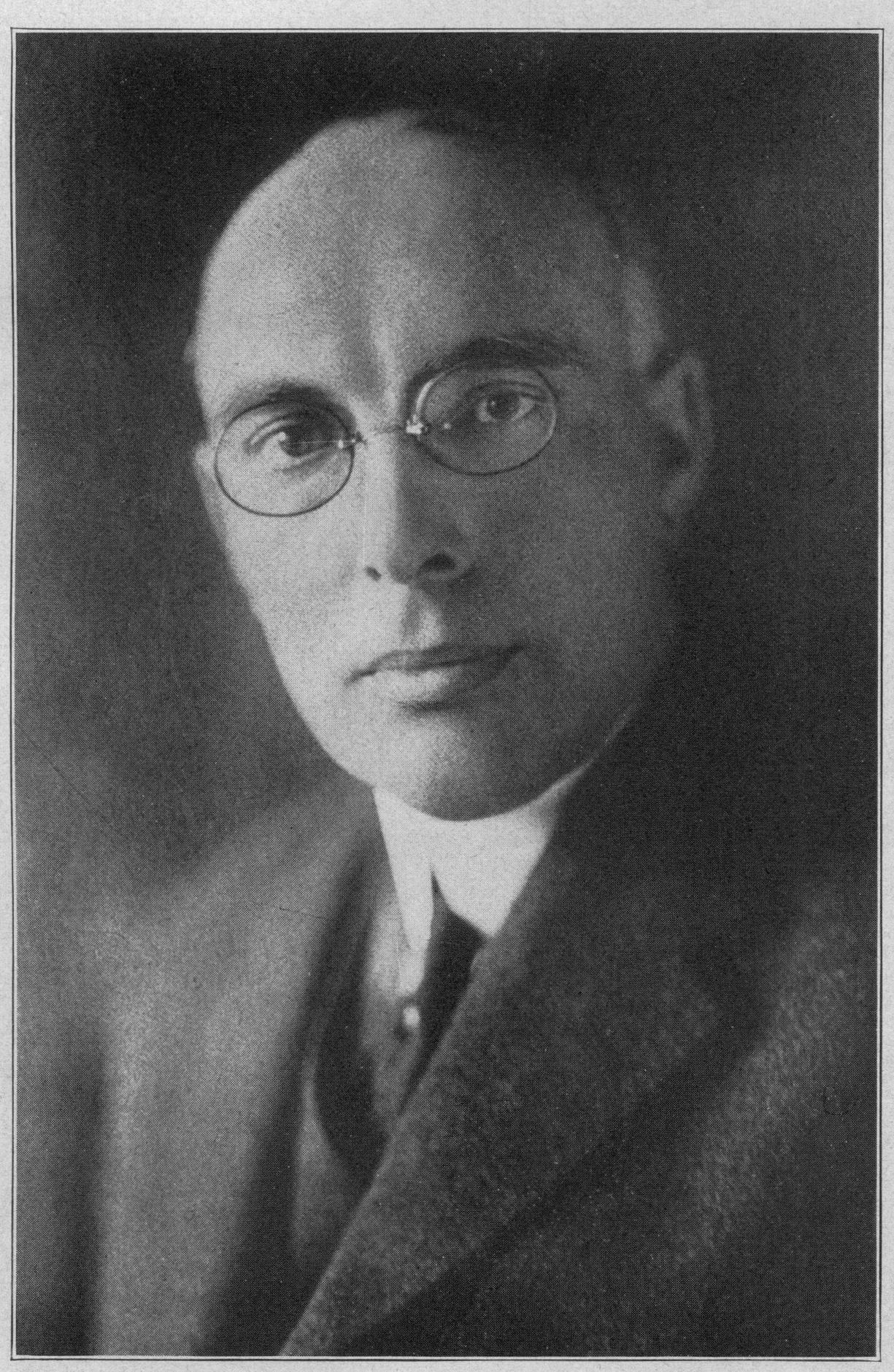
C. Floyd Haviland

Clarence Floyd Haviland (ur. 15 sierpnia 1875 w Spencertown, zm. 1 stycznia 1930 w Kairze) – amerykański lekarz psychiatra. 
Syn lekarza Normana H. Havilanda i Henrietty Newman. Uczęszczał do szkół w Fulton i ukończył Syracuse Medical School w 1896 roku, po czym praktykował w Manhattan State Hospital. W szpitalu tym pracował do 1910 roku jako drugi asystent, od 1910 związany z King's Park State Hospital jako pierwszy asystent. W 1915 mianowany superintendentem Connecticut State Hospital w Middletown. Od 1921 kierował New York State Hospital Commission, z dniem 1 lipca 1926 został superintendentem Manhattan State Hospital. Od 1927 wykładał psychiatrię na Columbia University. Zmarł na zapalenie płuc podczas wakacji w Egipcie.
Był członkiem, sekretarzem-skarbnikiem (1921), wiceprzewodniczącym (1924) i przewodniczącym (1925) American Psychiatric Association; wiceprzewodniczącym National Society for the Promotion of Occupational Therapy (1920), członkiem Albany County Medical Society, New York State Medical Society, American Medical Association, American Occupational Therapy Association, American Genetic Association, Eugenics Research Association, American Psychopathological Association, Association for Research in Mental and Nervous Diseases, American Social Hygiene Association, American Association for the Advancement of Science, New England Society of Psychiatry, New York Neurological  Society, New York Society of Medical Jurisprudence, New York Psychiatrical Society, New York Society of Clinical Psychiatry.
26 czerwca 1908 ożenił się z Amy Amelią Miller z Nowego Jorku.
Jego brat F. Ross Haviland również był lekarzem psychiatrą.

## Wybrane prace
- (1902) Tent Life for the Tuberculous Insane[4]
- (1915) Prevention and better treatment of mental disease[5]
- (1915) The treatment and care of the insane in Pennsylvania: being the report of a survey of all the institutions in Pennsylvania caring for the insane[6]
- (1916) Presidential Address: Psychiatry and the State[7]
- (1928) Psychiatric examinations as a routine court procedure[8]
- (1929) Social Danger of the Borderline Mental Case[9]